# Arsene Lupin contra Sherlock Holmes
Pour plus de détails, voir Fiche technique et Distribution.
Arsene Lupin contra Sherlock Holmes est un film allemand réalisé par Viggo Larsen, en 5 épisodes sortis entre 1910 et 1911.

## Épisodes
- Der Alte Sekretar (Le vieux secrétaire), sortie le 20 août 1910 (1133 pieds)
- Der Blaue Diamant (Le diamant bleu), sortie le 17 septembre 1910 (1415 pieds)
- Die Falschen Rembrandts (Les faux Rembrandt), sortie le 7 octobre 1910 (968 pieds)
- Die Flucht (La fuite), sortie le 24 décembre 1910 (1122 pieds)
- Arsene Lupins Ende (La fin d'Arsène Lupin), sortie le 4 mars 1911 (880 pieds).

## Fiche technique
- Titre original : Arsene Lupin contra Sherlock Holmes
- Titre anglais : Arsène Lupin versus Sherlock Holmes
- Réalisation : Viggo Larsen
- Scénario d'après le roman "Arsène Lupin contre Herlock Sholmès" de Maurice Leblanc
- Société de production : Deutsche Vitaskop
- Société de distribution : Projektions-AG Union
- Pays d’origine :  Empire allemand
- Langue originale : allemand
- Format : noir et blanc — 35 mm — 1,37:1 — son Muet
- Genre : film policier

## Distribution
- Viggo Larsen : Sherlock Holmes
- Paul Otto : Arsène Lupin